# Лаурикоча (река)
Лаурикоча (исп. Río Lauricocha, кечуа Lawriqucha mayu) — река в центральной части Перу, протекает по провинции Лаурикоча департамента Уануко. Длина реки — 80 километров.
Начинается из небольшого озера Санта-Ана на высоте около 4628,4 метра над уровнем моря, сначала течёт через озёра Кабальокоча (исп. Caballococha), Тинкикоча (исп. Tinquicocha), Чуспи (исп. Chuspi), Патаркоча и Тауликоча, а затем протекает через крупное озеро Лаурикоча. Далее течёт в северном направлении через горы. На реке стоят населённые пункты Ушкумачай, Катак, Тинрамачай, Сан-Мигель-де-Каури, Корьян, Хесус и Хивия. Сливаясь с рекой Нупе на высоте около 3300 метров около Тинго в округе Хивия, образует реку Мараньон.
Основные притоки — Кинуаш, Линда и Каруаккоча (все — правые).
Верховья реки расположены в природной зоне пуны, климат этих мест холодный, с выраженными летним и зимним сезонами. Максимальная температура лета — +11 °C. Осадки в основном приурочены к летнему периоду (с ноября по март). Растительность представлена лишайниками и травами. Основная отрасль сельского хозяйства — скотоводство (разведение лам и коз).
Из диких животных отмечены андский степной тинаму, ястребы, гигантская лысуха, андская лисица, южноамериканский скунс, вискаши, лама, северный пуду.
В 750—1470 годах в долине реки существовали поселения археологической культуры Вамальи, представлявшие собой высокогорные деревни на склонах холмов и участках равнин.